# La Colle (Mônaco)
La Colle é um bairro de Mónaco que pertencia ao antigo bairro de La Condamine.